# فوتابا
فوتابا (انگلیسی: Futaba Corporation) شرکت الکترونیک ژاپنی است، که در سال ۱۹۴۸ تأسیس شد.